# Abdrücken (Leitung)
Unter Abdrücken versteht man in der Installationstechnik eine Druck- und Dichtheitsprüfung verlegter Rohrleitungen, indem man das Leitungssystem mit Wasser und auf größeren Baustellen auch sehr häufig mit Luft oder Stickstoff füllt und über eine bestimmte Zeitdauer Druck ausübt. An einem Messgerät lässt sich dann feststellen, ob der Druck gehalten wird oder ob Verluste auftreten.
Je nach Anwendung werden dabei Drücke notwendig, die einem Mehrfachen des Betriebsdruckes entsprechen. Das ist einerseits nötig, da eine Sicherheit (oft 1,3 – 1,8) mit zu berücksichtigen ist. Andererseits wird so bei warmgehenden Leitungen durch höheren Druck die spätere Belastung durch höhere Temperaturen simuliert.
Das Abdrücken ist vor der Inbetriebnahme verschiedener Anlagen bei Wasser-, Gas- und Heizungsinstallationen gesetzlich vorgeschrieben und darf nur von einem dazu autorisierten Fachpersonal durchgeführt werden.
Ist ein Abwasserkanal verlegt, werden auch hier die Rohrleitungen abgedrückt. Hierzu wird die Leitung mit Dichtkissen verschlossen.